# آئوتازیس
آئوتازیس یک شهرداری در ایالت آمازوناس برزیل است. جمعیت آن ۲۸٬۷۲۹ نفر (۲۰۰۵) و مساحت آن ۷٬۵۹۹ کیلومتر مربع است. در جنوب شرقی مانائوس و غرب رود مادیرا قرار دارد.